# لی ایلام
لی ایلام (انگلیسی: Lee Elam؛ زادهٔ ۲۴ سپتامبر ۱۹۷۶) بازیکن فوتبال اهل بریتانیا است.
از باشگاه‌هایی که در آن بازی کرده‌است می‌توان به باشگاه فوتبال برافورد پارک آونیو، باشگاه فوتبال برتون آلبیون، باشگاه فوتبال هورنچورج، باشگاه فوتبال کراولی تاون، باشگاه فوتبال یئوویل تاون، باشگاه فوتبال آلترینچام، باشگاه فوتبال مورکم، باشگاه فوتبال ویموث، باشگاه فوتبال اکستر سیتی، باشگاه فوتبال استالی‌بریج سلتیک، باشگاه فوتبال ساوتپورت، باشگاه فوتبال نورتویچ ویکتوریا، و باشگاه فوتبال هروگیت تاون اشاره کرد.
وی همچنین در تیم ملی فوتبال England Semi-Pro بازی کرده‌است.